# 戎神社 (三木市)
戎神社（えびすじんじゃ）は兵庫県三木市大塚にある神社である。

## 歴史

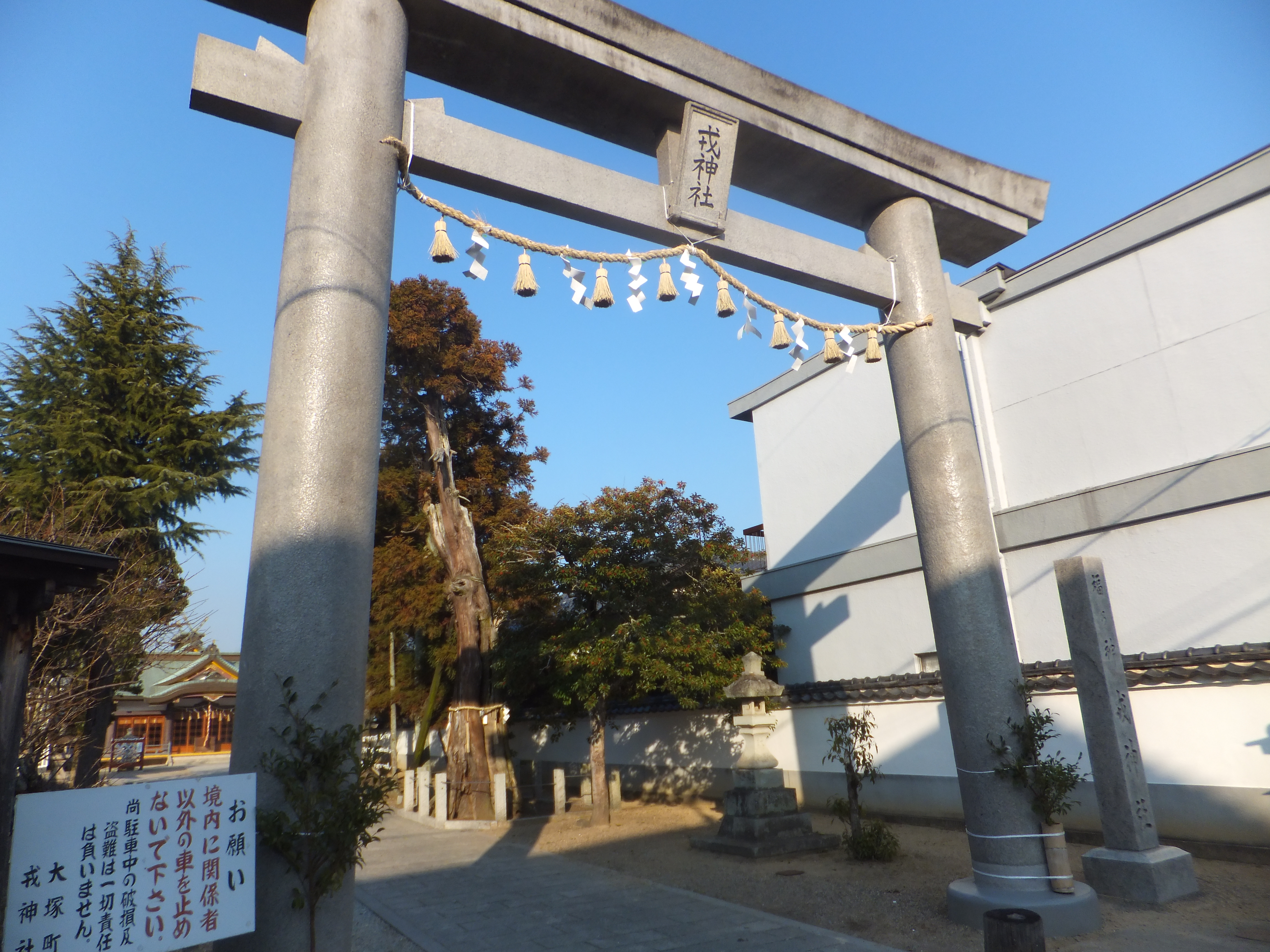
鳥居

- 西宮神社から勧請されて創建された神社であるが、創建年はは不明であり、当初は極楽寺境内に位置していたのが、1878年3月18日に現在の場所に移築されたが、移築当初は空き地に小さな建物程度であった。[1]

## 沿革
- 1878年（明治11年）3月18日 - 現在の場所に建立される。[1]

## 祭事

### 戎まつり
- 「大塚のえべっさん」と呼ばれており、毎年1月9日・1月10日・1月11日に開催されている。以前は旧暦の2月2日・2月3日・2月4日に開催されていたが、節分と重なっていたために現在の開催日に変更された。

| 開催日  | 内容     |
| ------- | -------- |
| 1月9日  | 宵えびす |
| 1月10日 | 本宮     |
| 1月11日 | 残り福   |

露店
- 湯の山街道内に出店されているが、以前は隣接する本町まで出店していたが、自家用車の普及に伴って参拝者が神社の近くまで乗り入れたことによって現在の様になった。[4]

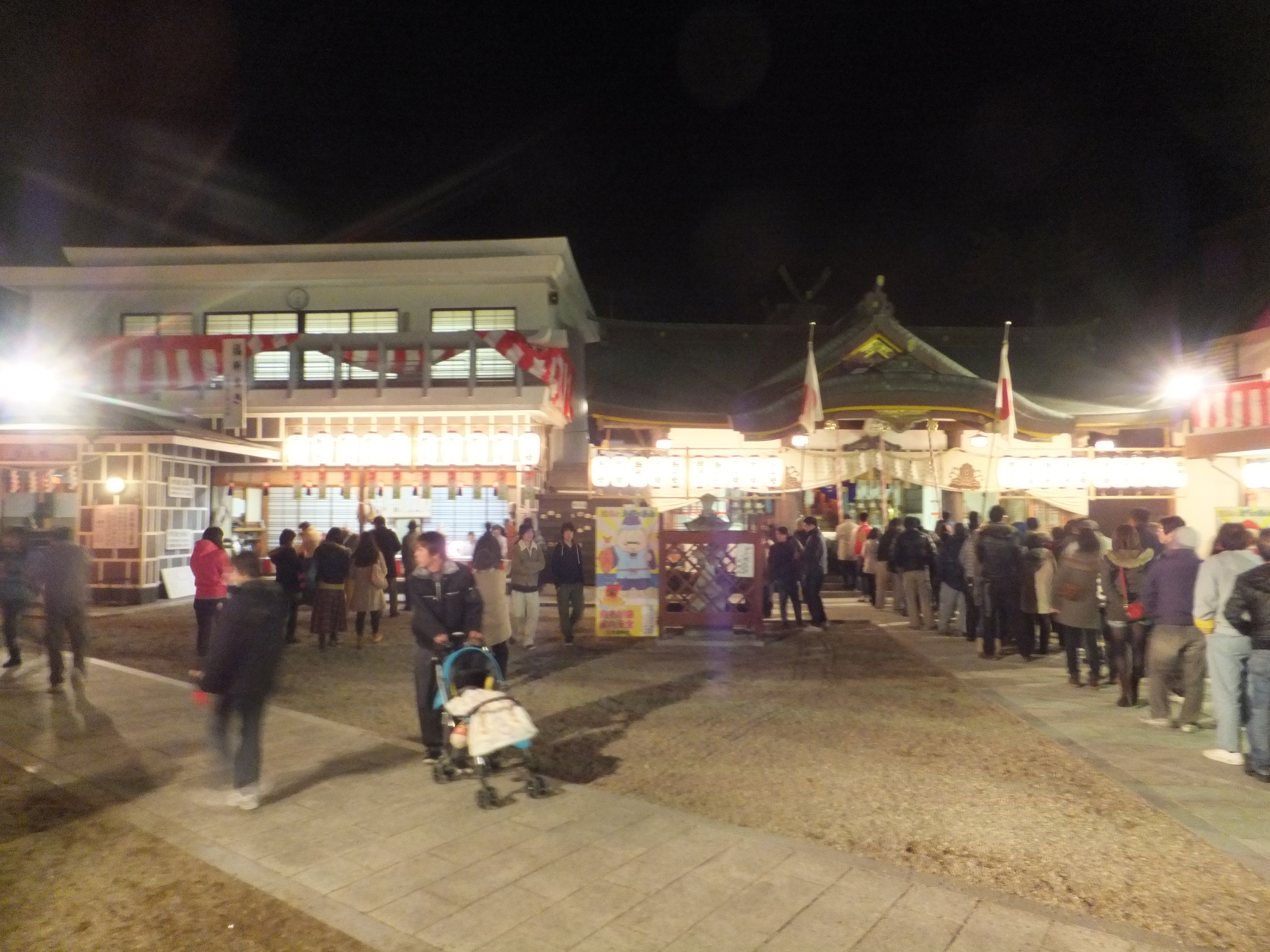
宵えびすの様子
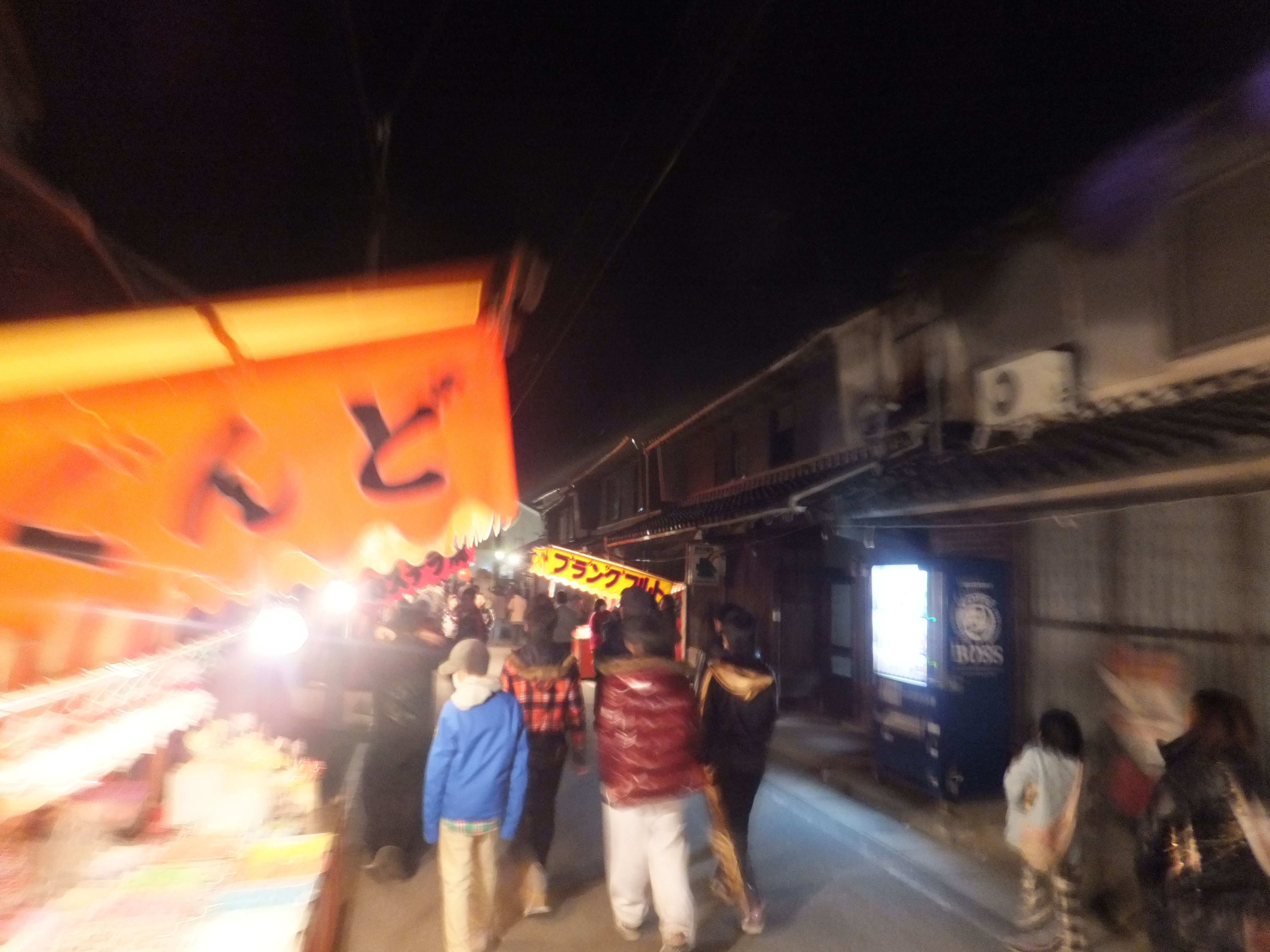
出店する露店の様子
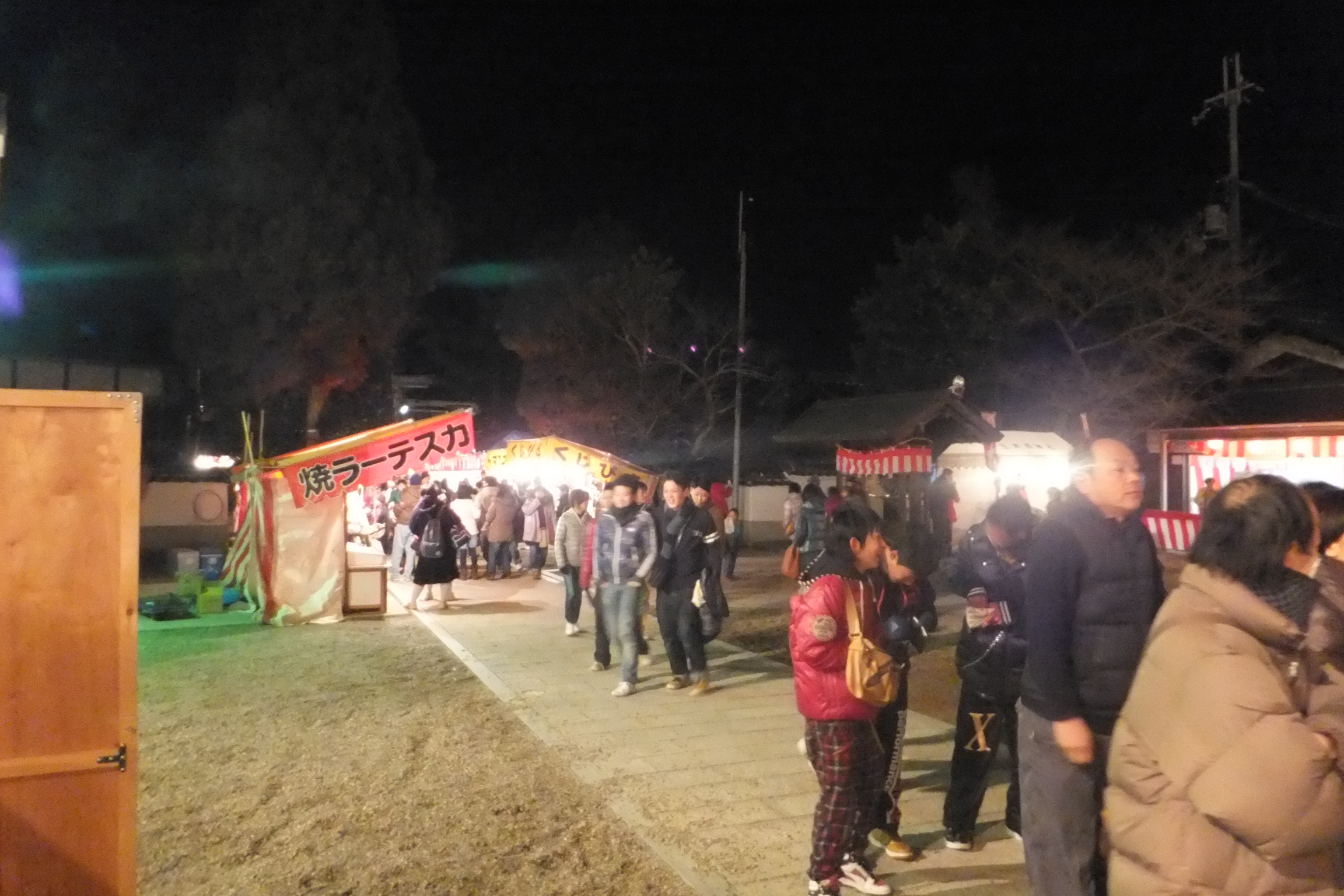
本宮の様子

### 裏まつり
- 毎年9月22日に大塚在住の子供が境内で奉納相撲をとる。以前は10月10日に開催されていたが、当時は岩壺神社の祭りがこの日に開催されていたために現在の開催日に変更された。[5]

### その他の祭事
- 6月7日の祇園祭・11月の亥の子まつりがある。[5]

## 祭り神
- 事代主命[6]
- 天照皇大神[6]
- 蛭子命[6]
- 素鳴雄神[6]
- 市島姫命[6]
- 応神天皇[6]
- 大貴命[6]

## 境内社
- 社殿 [1]
- 拝殿 [1]
- 神供所 [1]